# Zaluzianskya gracilis
Zaluzianskya gracilis är en flenörtsväxtart som beskrevs av O.M. Hilliard. Zaluzianskya gracilis ingår i släktet Zaluzianskya och familjen flenörtsväxter. Inga underarter finns listade i Catalogue of Life.